# Caso de espionaje de la temporada 2007 de Fórmula 1
El caso de espionaje de la temporada 2007 de Fórmula 1, también conocida como Spygate o Stepneygate, implicó acusaciones en las que el equipo McLaren obtuvo información técnica confidencial de Ferrari, y que Renault hizo lo mismo con McLaren.
El caso original implicó las acusaciones hechas por Ferrari contra un exempleado, Nigel Stepney, y un ingeniero veterano de McLaren, Mike Coughlan, respecto del robo de información técnica.
Estas denuncias fueron objeto de una acción legal en Italia y una investigación de la FIA. Un caso tratado por la Alta Corte de Justicia en Inglaterra se abandonó después de que Ferrari llegó a un acuerdo con los Coughlan.

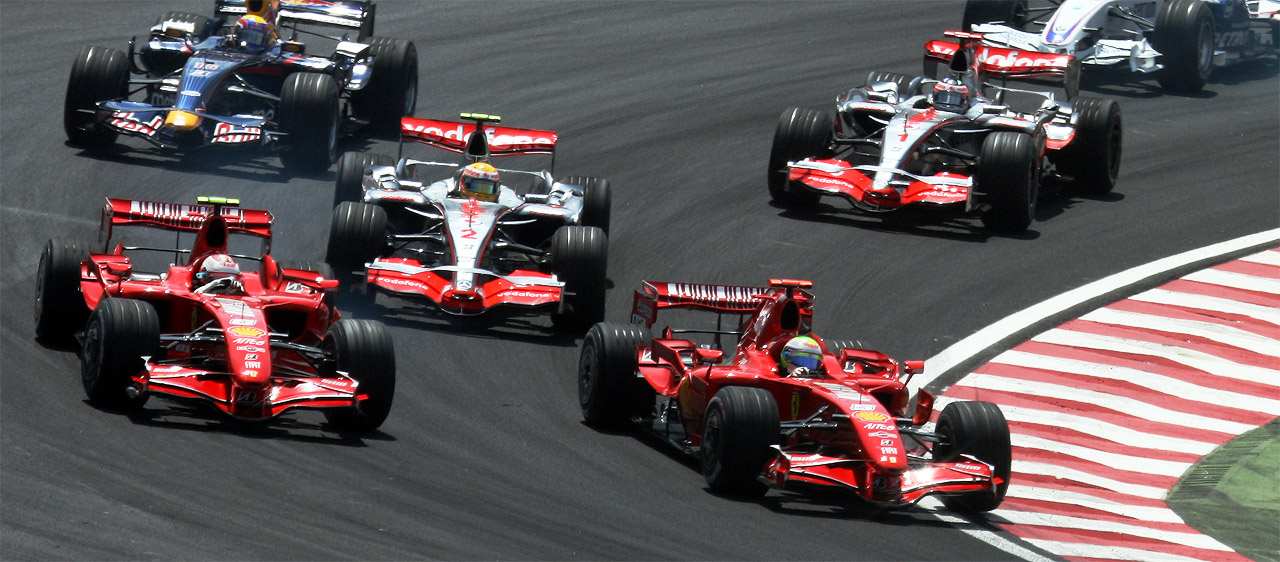
Ambos Ferrari y ambos McLaren en la largada del Gran Premio de Brasil.

Una primera audiencia de la FIA  tuvo lugar el 26 de julio de 2007, pero no se dio ninguna sentencia a McLaren, sin embargo, una segunda audiencia tuvo lugar el 13 de septiembre de 2007, y luego en la recepción de pruebas convincentes que resultó en varias sanciones para el equipo. La más importante de estas fue la exclusión del equipo del Campeonato de Constructores de 2007 y una multa récord de 100 millones de dólares.
Información posterior de denuncias de parte de McLaren que fueron realizados durante el mes de noviembre de 2007, por la FIA contra Renault en cuanto a la información que se encontró en su posesión sobre los monoplazas de McLaren de 2006 y 2007. Estas denuncias fueron también objeto de una investigación de la FIA, con una audiencia final teniendo lugar el 6 de diciembre de 2007.

## Trasfondo
Junto a Michael Schumacher, Jean Todt, Ross Brawn y Rory Byrne, Nigel Stepney eran parte del coloquialmente conocido «equipo ideal», acreditado con el cambio de la suerte de Ferrari a fines de los 90. Luego de que Schumacher se retirase y de que Brawn deje su cargo en el equipo, Ferrari hizo varios cambios en el personal principal del equipo. En septiembre, Nigel Stepney, entonces jefe de mecánicos, esperaba ser ascendido al puesto de responsable de pista, pero este puesto fue otorgado a Luca Baldisseri, y el puesto de director técnico fue dado a Mario Almondo, también italiano. Finalmente ocupó el puesto de jefe de desarrollo, que lo obligaba a quedar en fábrica. A inicios de 2007, el británico dijo estar dispuesto a escuchar ofertas de otros equipos.

## Detalles

### Denuncias contra Stepney
Al principio de la semana, el 17 de junio de 2007, en el Gran Premio de los Estados Unidos de 2007 de Ferrari presentó una queja formal en contra de Stepney, provocando el inicio de una investigación penal por el Módena fiscal de distrito en Italia.
El 3 de julio de 2007, la Gazzetta dello Sport informó que Ferrari había completado su investigación interna y había despedido a Stepney como resultado. Al mismo tiempo, el portavoz de Ferrari Luca Colajanni dijo a ITV Deporte que Ferrari actuaría contra Stepney en relación con las «irregularidades descubiertas en la fábrica de Ferrari antes del Gran Premio de Mónaco».

### Denuncias contra Coughlan
Ferrari anunció el despido de Stepney, y también que había tomado acción en contra de «un ingeniero de Vodafone McLaren-Mercedes», quien más tarde sería Mike Coughlan. Como resultado, Coughlan fue suspendido por McLaren.
Un piloto de Scuderia Ferrari mediante un comunicado de prensa, dijo:

Ferrari anuncia que recientemente presentó un caso contra Nigel Stepney y un ingeniero del equipo Vodafone McLaren-Mercedes [nombrado por Autosport.com como Coughlan] ante el Tribunal de Módena, en relación con el robo de información técnica. Además, se han iniciado acciones legales en Inglaterra y se ha emitido una orden de allanamiento contra el ingeniero. Esto produjo un resultado positivo.

La orden de allanamiento se entiende que se han relacionado con Coughlan y en el «resultado positivo» se informó que los documentos se han originado en la fábrica de Ferrari, en Maranello. El despido de Stepney había sido anunciado anteriormente el mismo día.
El 10 de julio de 2007 una audiencia de la Corte Suprema se abrió y levantó la sesión hasta el día siguiente, para permitir que Mike Coughlan presentara una declaración jurada. Sin embargo, los detalles publicados incluyen el hecho de que Coughlan es señalado por Ferrari de tener en posesión 780 páginas de documentación, y que su esposa supuestamente las había llevado a una fotocopiadora en Woking. En Ferrari eran conscientes de que por la información técnica que se había robado se recibió una propina de un empleado en la fotocopiadora de la tienda. El miembro del personal vio que los documentos eran confidenciales y que pertenecía a Ferrari, y después de copiarlos, decidió ponerse en contacto con la escudería italiana.

### Denuncias contra Renault
El equipo Renault fue citado ante un consejo de la FIA para el 6 de diciembre, por posesión de información del diferentes sistemas de los monoplazas de McLaren de 2006 y 2007, como el de alimentación de combustible, el de engranajes, el de enfriamiento de aceite, el hidráulico y la suspensión. Esta habría sido facilitada por el exmiembro del equipo británico, Philip Mackereth.

### Investigación de la FIA
El 4 de julio de 2007, McLaren anunció que había realizado una investigación y concluyó que «no se ha pasado ninguna propiedad intelectual de Ferrari a ningún otro miembro del equipo ni se ha incorporado a [nuestros] automóviles». El equipo también invitó a la FIA a inspeccionar sus monoplazas para confirmar estos hechos; «Para abordar algunas de las especulaciones, McLaren ha invitado a la FIA a realizar una revisión completa de sus monoplazas para asegurarse de que el equipo no se haya beneficiado de ninguna propiedad intelectual de otro competidor». Desde la revelación de la participación de Coughlan en el asunto, McLaren proporcionó un conjunto completo de dibujos y documentos de desarrollo a la FIA, detallando todas las actualizaciones realizadas en el chasis del equipo desde el incidente a fines de abril.
El 12 de julio de 2007, la FIA anunció que había convocado a McLaren a una reunión extraordinaria del Consejo Mundial de Deportes de Motor de la FIA para responder a las acusaciones de que habían infringido el artículo 151C del Código Deportivo Internacional. En la audiencia del 26 de julio de 2007, la FIA determinó que el equipo británico estaba en posesión de información confidencial de Ferrari y, por lo tanto, infringe el Código, pero sin pruebas de que hayan utilizado la información, no se impuso ningún castigo. Sin embargo, la FIA se reservó el derecho de volver a reunirse sobre el asunto si alguna de esas pruebas saliera a la luz posteriormente.
Ferrari calificó la decisión de «incomprensible». McLaren dijo que «la FIA ha tomado una decisión unánime que, en opinión de McLaren, es muy equilibrada y justa». El asunto se remitió a la Corte Internacional de Apelaciones de la FIA, con la audiencia programada para el 13 de septiembre de 2007.
El 1 de agosto de 2007, Ron Dennis, en una carta abierta al presidente de la autoridad italiana de automovilismo, Luigi Macaluso, acusó a Ferrari de dar una versión falsa y deshonesta de los eventos y además dijo que el monoplaza utilizado para ganar el Gran Premio de Australia de 2007 era ilegal. McLaren se enteró del dispositivo de piso «ilegal» de Nigel Stepney, y el equipo describió este contacto como denunciante. Sin embargo, el equipo insiste en que después de este incidente, Jonathan Neale le ordenó a Coughlan que suspendiera el contacto con Stepney. McLaren acusó a Ferrari de intentar desdibujar este «silbido» de lo que McLaren estaba al tanto, con la posesión de Coughlan del expediente de 780 páginas de Ferrari del que insiste en que no lo sabía.
El Gran Premio de Hungría de 2007 fue un fin de semana polémico para McLaren; Hamilton había desobedecido una instrucción del equipo, lo que perjudicó a Alonso, y por eso Alonso mantuvo a Hamilton en la línea de boxes durante la calificación, lo que le negó a Hamilton la oportunidad de mejorar su tiempo. En la siguiente discordia dentro del equipo, las imágenes de televisión mostraron a Ron Dennis enfadado mientras se bajaba los audífonos cuando Alonso salía de los boxes, y luego de la sesión, se le mostró una conversación sería con el entrenador de Alonso. En la mañana de la carrera, el 5 de agosto, Alonso se encontró con Ron Dennis y supuestamente amenazó con mostrar a la FIA correos electrónicos que tenía con el piloto de pruebas de McLaren, Pedro de la Rosa y Coughlan. Según Max Mosley, Ron Dennis le informó de la conversación y le dijo a que la amenaza no era real. Mosley se retractó posteriormente de la implicación de que Dennis había mentido.
El 5 de septiembre, la FIA anunció que había recibido nuevas pruebas con respecto al caso y reabriría la investigación el días 13 de ese mes. Esto reemplazó la audiencia de apelación planeada. Más tarde se supo que la nueva evidencia eran los correos electrónicos que se enviaron a Bernie Ecclestone, el titular de los derechos comerciales de la F1, quien luego informó a la FIA. La federación solicitó a los tres pilotos de McLaren, Alonso, Hamilton y de la Rosa, que proporcionen evidencia relevante y ayuden a la FIA en una investigación adicional. A cambio, la FIA ofreció la garantía de que cualquier información disponible no daría lugar a ningún procedimiento contra el piloto personalmente según el Código Deportivo Internacional o el Reglamento de Fórmula 1. Sin embargo, se notificó a los pilotos que si más tarde salía a la luz que habían ocultado cualquier información potencialmente relevante, podrían surgir graves consecuencias.
Días más tarde, McLaren se acercó a la FIA con cuestiones sobre el equipo ING Renault F1 Team, y posiblemente también con otros equipos (entonces desconocidos). En ese momento, no se sabía si la reunión estaba relacionada directamente con el caso de espionaje, pero un argumento clave de McLaren fue que «si McLaren era culpable, otros equipos también lo eran».
La audiencia de la FIA del 13 de septiembre impuso una sanción por recopilar y retener ilícitamente información de Ferrari para conferir una ventaja deportiva deshonesta y fraudulenta a McLaren. La multa consistió en la exclusión y el retiro de todos los puntos otorgados a McLaren en todas las rondas del Campeonato de Constructores de 2007, una multa récord de $100 millones (menos la pérdida de ingresos por viajes y TV como resultado de la deducción de puntos) y la obligación para que el equipo presente con antelación su chasis de 2008 para su escrutinio. Sin embargo, los puntos de Fernando Alonso y Lewis Hamilton no se vieron afectados, y los dos fueron libres de disputar el Campeonato de Pilotos, porque a los pilotos se les ofreció inmunidad a cambio de cooperación. El equipo no fue suspendido y todos los puntos de los pilotos obtenidos solo contaron su campeonato Cada vez que un piloto de McLaren ganaba alguna de las carreras restantes, solo sucedió con Hamilton en el Gran Premio de Japón, no se permitía que ningún representante de McLaren subiera al podio.
El 14 de septiembre, Ron Dennis anunció que él fue quien alertó a la FIA de que existían más pruebas.Al otro día, Max Mosley impugnó la afirmación de Ron Dennis de que alertó a la FIA de la existencia de más pruebas, afirmando que Dennis realmente lo alertó de que Alonso había decidido enviar los correos electrónicos, y que había asegurado erróneamente que Dennis le había dicho que los correos electrónicos no contenían nada incriminatorio.
El 6 de diciembre, Renault fue declarado culpable de violar el artículo 151C del Código Deportivo Internacional por otra audiencia de la FIA WMSC, pero no recibió sanción.
El 13 de diciembre, McLaren emitió un comunicado de prensa en el que detallaba una carta enviada por Martin Whitmarsh, jefe de operaciones del equipo, a la FIA. En la carta, Whitmarsh declaró que el equipo aceptó que "varios empleados de McLaren" tenían acceso a la información técnica de Ferrari y se disculpó por la intervención de la FIA para que esto saliera a la luz. El mismo día, la FIA emitió un comunicado en el que indicaba que el presidente solicitaría a los miembros del Consejo Mundial «su consentimiento para cancelar la audiencia programada para el 14 de febrero de 2008 y, en interés del deporte, considerar este asunto cerrado».
El 23 de febrero de 2009, se suspendieron los procedimientos legales contra los empleados de McLaren en Italia. A cambio, Mike Coughlan tuvo que pagar €180.000  mientras que tres empleados de McLaren (Paddy Lowe, Jonathan Neale y Rob Taylor) tuvieron que pagar €150.000.
Finalmente, Stepney fue condenado a 1 año y 8 meses de prisión más una multa monetaria. Murió en 2014 en un accidente de tránsito, sin cumplir la condena.